# Dyan Cannon
Dyan Cannon, pseudonimo di Samille Diane Friesen (Tacoma, 4 gennaio 1937), è un'attrice statunitense, vincitrice di un Golden Globe per la migliore attrice non protagonista grazie alla sua interpretazione nel film Il paradiso può attendere (1978).
Ha ottenuto ben tre candidature al Premio Oscar: due come miglior attrice non protagonista, per Bob & Carol & Ted & Alice (1969) e per Il paradiso può attendere (1978), mentre una al miglior cortometraggio per Number One (1976).

## Biografia
Studiò antropologia all'Università del Washington, per poi trasferirsi a Los Angeles e lavorare come modella. Venne sottoposta a un provino grazie all'interessamento del produttore Jerry Wald e debuttò sul piccolo schermo con una parte nella serie antologica Playhouse 90.
Bionda, sinuosa e con un atteggiamento disincantato, nel 1960 recitò in un paio di pellicole, Jack Diamond gangster (1960) di Budd Boetticher, nel ruolo di Dixie, e Asfalto selvaggio (1960) di Richard L. Bare. Nello stesso periodo ebbe una parte a Broadway in The Fun People, accanto a Jane Fonda, Bradford Dillman e Ben Piazza, una commedia che però ebbe soltanto tre repliche.

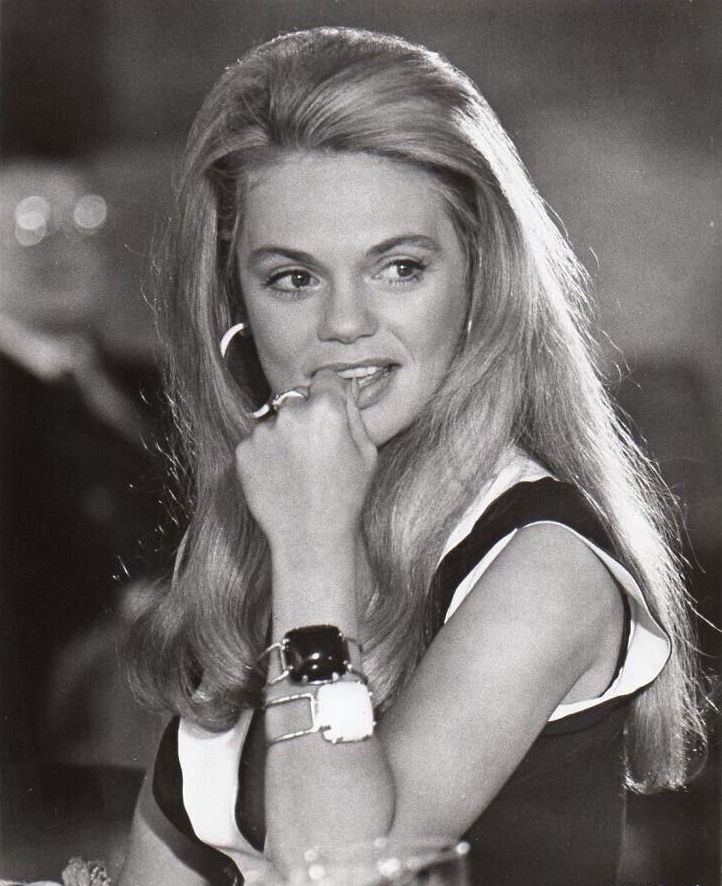
Dyan Cannon nel 1971

Nel 1969 l'attrice riprese la carriera cinematografica e apparve nel film Bob & Carol & Ted & Alice (1969) di Paul Mazursky, che la consacrò definitivamente come interprete protagonista, cui seguirono, tra gli altri, Rapina record a New York (1971) di Sidney Lumet e Ma che razza di amici! (1971) di Otto Preminger. La sua carriera fu però discontinua: nel 1974, dopo i film Un rebus per l'assassino di Herbert Ross e Child Under a Leaf di George Bloomfield, smise di recitare per alcuni anni, ma al suo ritorno sul set scelse ruoli variati e più interessanti, e diresse il suo primo cortometraggio, Number One (1976). La grande occasione giunse con il ruolo di protagonista femminile ne Il paradiso può attendere (1978), diretto e interpretato da Warren Beatty, remake della commedia L'inafferrabile signor Jordan, diretta nel 1941 da Alexander Hall. Seguì la partecipazione in un ruolo di rilievo al film La vendetta della Pantera Rosa (1978) di Blake Edwards, dove recitò accanto a Peter Sellers.
Altra interpretazione di rilievo fu quella di Myra Bruhl, moglie di un commediografo in crisi (Michael Caine), nel film giallo Trappola mortale (1982) di Sidney Lumet, cui seguirono Papà, sei una frana (1982) di Arthur Hiller, Un amore rinnovato (1988) di John Hughes e Buona fortuna, Mr. Stone (1993) di Paul Mazursky. Tra gli anni ottanta e gli anni novanta recitò in diversi sceneggiati televisivi e diresse un altro film, La fine dell'innocenza (1990), di cui curò anche la sceneggiatura. Tra i successivi impegni, il film giallo Il bacio di uno sconosciuto (1999), e la partecipazione alle serie televisive Ally McBeal (1997-2000) e Three Sisters, trasmesso dal 2001 al 2002.

## Vita privata
Il 22 luglio 1965, a Las Vegas, sposò l'attore Cary Grant, più anziano di lei di 33 anni, con il quale conviveva da tre anni. La cerimonia, svoltasi in segretezza, venne scoperta dai giornalisti solo alcuni giorni più tardi. Dalla loro unione, nel 1966 nacque una figlia, Jennifer, ma il matrimonio finì con un divorzio nel 1968.

## Filmografia

### Cinema
- Jack Diamond gangster (The Rise and Fall of Legs Diamond), regia di Budd Boetticher (1960)
- Asfalto selvaggio (This Rebel Breed), regia di Richard L. Bare, William Rowland (1960)
- The Murder Game, regia di Sidney Salkow (1965)
- Bob & Carol & Ted & Alice, regia di Paul Mazursky (1969)
- Le mogli (Doctors' Wives), regia di George Schaefer (1971)
- Rapina record a New York (The Anderson Tapes), regia di Sidney Lumet (1971)
- La macchina dell'amore (The Love Machine), regia di Jack Haley Jr. (1971)
- Gli scassinatori (Le Casse), regia di Henri Verneuil (1971)
- Ma che razza di amici! (Such Good Friends), regia di Otto Preminger (1971)
- La violenza è il mio forte!  (Shamus), regia di Buzz Kulik (1973)
- Un rebus per l'assassino (The Last of Sheila), regia di Herbert Ross (1973)
- Child Under a Leaf, regia di George Bloomfield (1974)
- Il paradiso può attendere (Heaven Can Wait), regia di Warren Beatty e Buck Henry (1978)
- La vendetta della Pantera Rosa (Revenge of the Pink Panther), regia di Blake Edwards (1978)
- Accordi sul palcoscenico (Honeysuckle Rose), regia di Jerry Schatzberg (1980)
- Un camion in salotto (Coast to Coast), regia di Joseph Sargent (1980)
- Trappola mortale (Deathtrap), regia di Sidney Lumet (1982)
- Papà, sei una frana (Author! Author!), regia di Arthur Hiller (1982)
- Un amore rinnovato (She's Having a Baby), regia di John Hughes (1988)
- Due palle in buca (Caddyshack II), regia di Allan Arkush (1988)
- The End of Innocence, regia di Dyan Cannon (1990)
- Buona fortuna, Mr. Stone (The Pickle), regia di Paul Mazursky (1993)
- Operazione Gatto (That Darn Cat), regia di Bob Spiers (1997)
- Otto teste e una valigia (8 Heads in a Duffel Bag), regia di Tom Schulman (1997)
- Gli impenitenti (Out to Sea), regia di Martha Coolidge (1997)
- Allie & Me, regia di Michael Rymer (1997)
- The Sender, regia di Richard Pepin (1998)
- Il bacio di uno sconosciuto (Kiss of a Stranger), regia di Sam Irvin (1999)
- Kangaroo Jack - Prendi i soldi e salta (Kangaroo Jack), regia di David McNally (2003)
- After the Sunset, regia di Brett Ratner (2004)
- The Boynton Beach Bereavement Club, regia di Susan Seidelman (2005)

### Televisione
- Have Gun - Will Travel – serie TV, 2 episodi (1958)
- Target – serie TV, 1 episodio (1958)
- Indirizzo permanente (77 Sunset Strip) – serie TV, episodi 1x05-4x20 (1958-1962)
- La pattuglia della strada (Highway Patrol) – serie TV, 1 episodio (1959)
- Playhouse 90 – serie TV, 3 episodi (1959)
- Lock-Up – serie TV, episodio 1x03 (1959)
- I racconti del West (Zane Grey Theater) – serie TV, 1 episodio (1959)
- Hotel de Paree – serie TV, 3 episodi (1959)
- Ricercato vivo o morto (Wanted: Dead or Alive) – serie TV, episodio 2x16 (1959)
- Bat Masterson – serie TV, 2 episodi (1959-1961)
- I detectives (The Detectives) – serie TV, 1 episodio (1960)
- Johnny Ringo – serie TV, 1 episodio (1960)
- Tombstone Territory – serie TV, 1 episodio (1960)
- Full Circle – serie TV, 1 episodio (1960)
- Two Faces West – serie TV, 1 episodio (1960)
- Hawaiian Eye – serie TV, episodio 2x36 (1961)
- The Aquanauts  – serie TV, 2 episodi (1961)
- Follow the Sun – serie TV, episodio 1x05 (1961)
- Ben Casey – serie TV, episodio 1x11 (1961)
- Ripcord – serie TV, episodio 1x25 (1962)
- Gli intoccabili (The Untouchables) – serie TV, 1 episodio (1962)
- The Red Skelton Show – serie TV, 1 episodio (1962)
- Stoney Burke – serie TV, 1 episodio (1963)
- Mr. Broadway – serie TV, 1 episodio (1964)
- Il reporter (The Reporter) – serie TV, episodio 1x07 (1964)
- Gunsmoke – serie TV, 1 episodio (1964)
- La legge di Burke (Burke's Law) – serie TV, episodio 3x09 (1965)
- Medical Center – serie TV, 1 episodio (1969)
- La storia di Virginia Hill (The Virginia Hill Story), regia di Joel Schumacher – film TV (1974)
- La vita di Sally Stafford (Lady of the House), regia di Ralph Nelson e Vincent Sherman – film TV (1978)
- Having It All, regia di Edward Zwick – film TV (1982)
- La padrona del gioco (Master of the Game), regia di Kevin Connor e Harvey Hart – miniserie TV (1984)
- La spada di Merlino (Arthur the King), regia di Clive Donner – film TV (1985)
- La guerra di Jenny (Jenny's War), regia di Steve Gethers – miniserie TV (1985)
- Una mamma tutta rock (Rock'n' Roll Mom), regia di Michael Schultz – film TV (1988)
- Avanzi di galera (Jailbirds), regia di Burt Brinckerhoff – film TV (1991)
- Eroe per famiglie (Christmas in Connecticut), regia di Arnold Schwarzenegger – film TV (1992)
- Beverly Hills 90210 – serie TV, 1 episodio (1993)
- Basato su una storia non vera (Based on an Untrue Story), regia di Jim Drake – film TV (1993)
- Un detective in corsia (Diagnosis Murder) – serie TV, 2 episodi (1994)
- Perry Mason: Il caso Jokester (A Perry Mason Mystery: The Case of the Jealous Jokester) – film TV (1995)
- The Naked Truth – serie TV, 1 episodio (1995)
- The Rockford Files: If the Frame Fits..., regia di Jeannot Szwarc – film TV (1996)
- I Robinson di Beverly Hills (Beverly Hills Family Robinson), regia di Troy Miller – film TV (1997)
- Ally McBeal – serie TV, 17 episodi (1997-2000)
- The Practice - Professione avvocati (The Practice) – serie TV, 1 episodio (1998)
- Una ragazza preziosa (Diamond Girl), regia di Timothy Bond – film TV (1998)
- Black Jaq, regia di Forest Whitaker – film TV (1998)
- Arli$$ – serie TV, 1 episodio (1999)
- Ally – serie TV, 4 episodi (1999)
- La mamma è sempre la mamma (My Mother, the Spy), regia di Elodie Keene – film TV (2000)
- Three Sisters – serie TV, 31 episodi (2001-2002)
- Una nuova fidanzata per papà (A Kiss at Midnight), regia di Bradford May – film TV (2008)
- Women Without Men, regia di Penny Marshall – film TV (2010)

## Riconoscimenti
- Premio Oscar
  - 1970 – Candidatura alla miglior attrice non protagonista per Bob & Carol & Ted & Alice
  - 1977 – Candidatura al miglior cortometraggio per Number One
  - 1979 – Candidatura alla miglior attrice non protagonista per Il paradiso può attendere

- Golden Globe
  - 1970 – Candidatura alla migliore attrice debuttante per Bob & Carol & Ted & Alice
  - 1970 – Candidatura alla migliore attrice in un film commedia o musicale per Bob & Carol & Ted & Alice
  - 1972 – Candidatura alla migliore attrice in un film drammatico per Ma che razza di amici!
  - 1979 – Miglior attrice non protagonista per Il paradiso può attendere

- Hollywood Walk of Fame
  - 1983 – Stella

## Doppiatrici italiane
Nelle versioni in italiano dei suoi film, Dyan Cannon è stata doppiata da:
- Rita Savagnone in Bob & Carol & Ted & Alice, Gli scassinatori, Il paradiso può attendere
- Isabella Pasanisi in Due palle in buca, Buona fortuna, Mr. Stone, Operazione Gatto
- Livia Giampalmo in La vendetta della Pantera Rosa, Papà, sei una frana
- Serena Verdirosi in Otto teste e una valigia, Three Sisters
- Adele Pellegatta in La spada di Merlino, Ally McBeal
- Maria Pia Di Meo in Rapina record a New York
- Ludovica Modugno in Trappola mortale
- Sonia Scotti in La padrona del gioco
- Paila Pavese in Una mamma tutta rock
- Laura Boccanera in Gli impenitenti
- Melina Martello in I Robinson di Beverly Hills